# Chinguaro
Chinguaro es un santuario cristiano y espacio arqueológico situado en el término municipal de Güímar en la isla de Tenerife —Canarias, España—.
Según los primeros historiadores en Chinguaro se encontraba la cueva-palacio de los menceyes o reyes guanches de Güímar, y fue el primer lugar donde los guanches adoraron a la imagen de la virgen de Candelaria que habían encontrado en la playa de Chimisay en tiempos anteriores a la conquista castellana de la isla.
El complejo fue declarado Bien de Interés Cultural por el Gobierno de Canarias en 1999 en la categoría de Sitio Histórico.

## Descripción
Ubicado en el margen derecho del barranco de Chinguaro a una altitud de unos 180 m s. n. m., el complejo se compone de una serie de cuevas y una ermita. Chinguaro ha sufrido una importante transformación entre 2004 y 2007 debido al desarrollo de la primera fase de un proyecto de rehabilitación. Así, se construyó una nueva ermita sobre la cueva original, se crearon nuevos accesos desde la carretera y se acondicionó el entorno paisajístico.

## Historia
El complejo de Chinguaro —voz guanche que según algunos autores puede ser traducida como 'la cueva de reunión'— constituía originalmente un espacio habitacional aborigen compuesto por cuevas, tanto naturales como excavadas en la toba volcánica, y chozas o cabañas adosadas. La tradición etnohistórica sitúa en ellas la cueva habitación de los menceyes guanches del menceyato de Güímar.
Tras encontrar dos pastores guanches la imagen de la virgen de Candelaria en la playa de Chimisay, el rey de Güímar Acaimo decidió trasladarla a su cueva en Chinguaro, donde fue puesta según Fray Alonso de Espinosa «en un canto de la morada, sobre unas pieles de cabras y ovejas (que otras alfombras ni doseles no tenían), la pusieron». La imagen fue adorada por los guanches en este lugar por treinta o cuarenta años según el mismo autor hasta ser trasladada a la cueva de Achbinico por intercesión de Antón Guanche. Según el médico e historiador Juan Bethencourt Alfonso, la imagen de la Candelaria sustituyó en Chinguaro a un ídolo guanche denominado Chayuga.

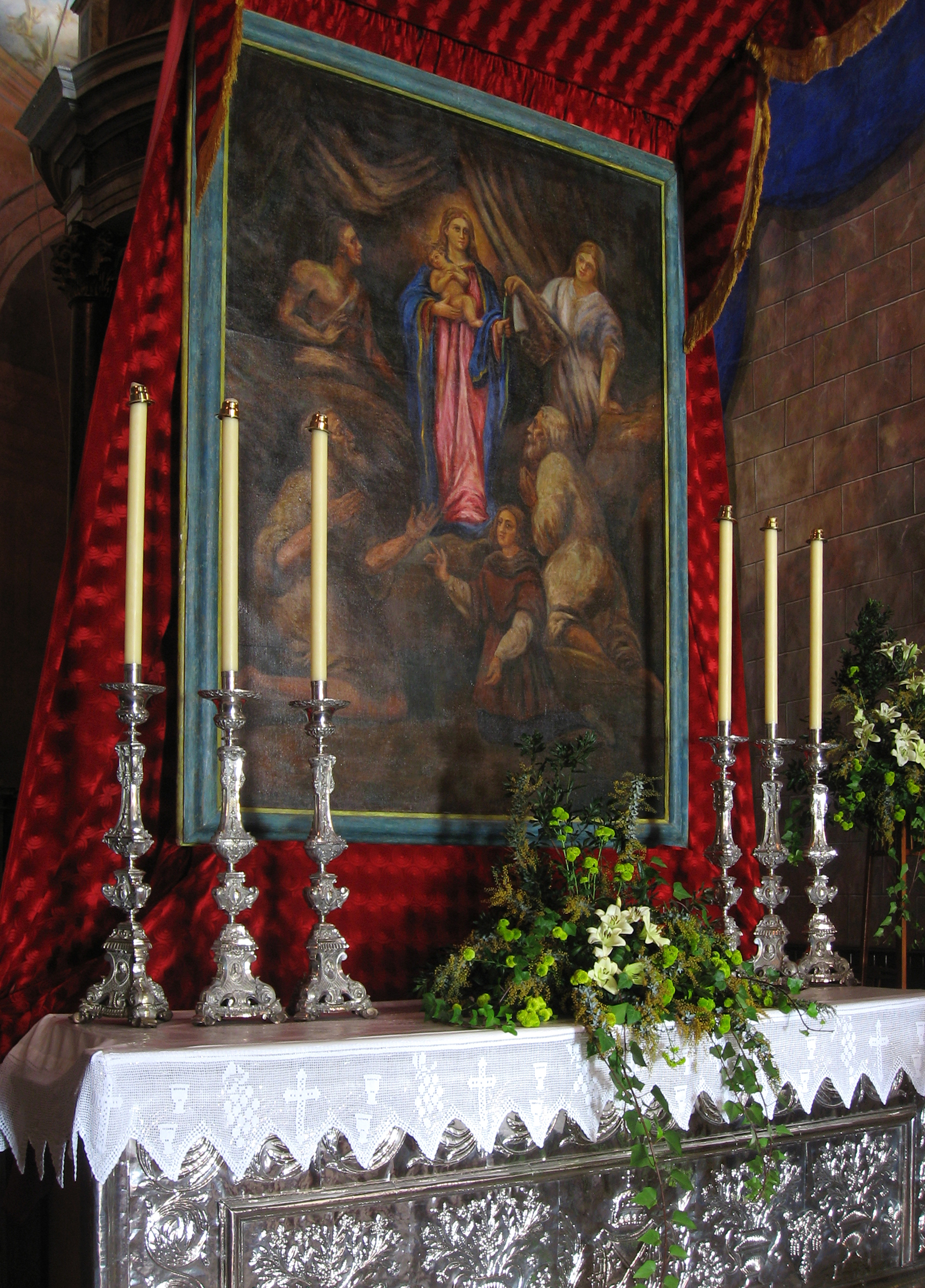
Cuadro de la Virgen de Chinguaro en el interior de la ermita

Después de la colonización castellana en el siglo xv, el espacio fue transformado abriéndose nuevas cuevas artificiales y creándose tierras de cultivo en las proximidades, además de construirse una ermita sobre la cueva original. Hacia 1912 la cueva fue prácticamente sepultada tras la construcción aguas arriba de la Charca de las Cruces, siendo recuperado su acceso a finales de la década de 1950 por un grupo de vecinos, reconstruyéndose asimismo la ermita. Sin embargo, ya en los años setenta la ermita se encontraba en ruinas, siendo trasladado el cuadro de la Virgen de Chinguaro a la parroquia de San Pedro de Güímar.
El entorno permaneció prácticamente abandonado hasta que en la década de 1990 se llevaron a cabo varias prospecciones arqueológicas, incoándose además expediente para su declaración como Bien de Interés Cultural en 1993. Finalmente, en 2001 se llevó a cabo un concurso de ideas para desarrollar el proyecto de rehabilitación antes mencionado, siendo elegido ganador el denominado Tajea de los arquitectos José Lucas Delgado Gorrín, Carlos Bermejo Díaz Calvo y Francisco Javier Carrancho Montero, y financiado conjuntamente por el Cabildo insular, el Obispado y el Ayuntamiento de Güímar. El proyecto sufrió una modificación en 2006 para trasladar el nuevo templo y salvaguardar así las ruinas de la primitiva ermita.
La nueva ermita fue consagrada el 20 de octubre de 2007 por el obispo Bernardo Álvarez Afonso, dándose culto en ella al cuadro de la Virgen de Chinguaro.